# Tenés (distrito)
Tenés é um distrito localizado na província de Chlef, Argélia, e cuja capital é a cidade de mesmo nome, Tenés.[carece de fontes?]

## Municípios
O distrito está dividido em três comunas:
- Tenés
- Sidi Akkacha
- Sidi Abderrahmane